# Impericon
Impericon ist ein deutsches Unternehmen, das sich auf den Verkauf von Merchandising-Artikeln und Streetwear spezialisiert hat. Im Wesentlichen werden Kleidung, Tonträger und Konzertkarten von Gruppen aus den Genres Hardcore-Punk, Rock, Punk und Metal angeboten. Der Sitz des Unternehmens ist in Leipzig, es ist im Amtsgericht Leipzig eingetragen. Impericon gehört zur IC Music and Apparel GmbH, ebenfalls aus Leipzig. Impericon vertreibt Artikel weltweit; für Frankreich, Spanien, Polen, Finnland, die Niederlande und Großbritannien existieren angepasste Internetseiten in den jeweiligen Landessprachen.

## Geschichte

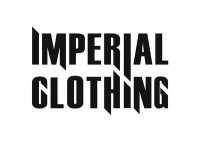
Das alte Logo (bis Mai 2011)

Gegründet wurde Impericon von Ulrich Schröter und Martin Böttcher im Jahr 2004 unter dem Namen Imperial Clothing. 2008 zählte Impericon mehr als 27.000 Nutzerkonten in der Schweiz, Österreich und Deutschland.
Eine gleichnamige Firma aus Italien gewann jedoch 2011 einen mehrmonatigen Rechtsstreit um den Namen. In einem Interview mit dem „FUZE Magazine“ vom Mai 2011 nannte Böttcher eine Standortverlagerung in die USA oder eine Fortführung des Rechtsstreits durch mehrere Instanzen als Alternativen, die aber nicht finanzierbar gewesen wären. In einem Online-Voting, an dem sich mehr als 10.000 Teilnehmer mitwirkten, entfiel eine Mehrheit auf den neuen Namen „Impericon“. Am 7. Mai 2011 wurde er während des Imperial Progression Festivals bekanntgegeben.

## Kooperationen und Festivals
Impericon ist Kooperationspartner unter anderem von Heaven Shall Burn, The Black Dahlia Murder, Caliban und Parkway Drive. Seit 2011 arbeitet Impericon mit den Veranstaltern des Festivals With Full Force zusammen. Durch diese Zusammenarbeit erhält die Hardbowl Bühne den Namen Impericon Hardbowl. Das Unternehmen war einer der Sponsoren der 2012 stattfindenden Europa-Tour der australischen Band Parkway Drive, die von den Landsmännern Confession, sowie den Amerikanern von The Ghost Inside und Miss May I begleitet wurden. Auch mit der Tierrechtsorganisation PETA 2 besteht eine engere Kooperation.
Das Unternehmen ist Sponsor der Impericon Never Say Die! Tour und Ausrichter des Impericon Festivals.

### Never Say Die! Tour

Logo der Never Say Die! Tour (bis 2010)

Seit 2007 existiert die Impericon Never Say Die! Tour, kurz NSD, bis 2010 Imperial Never Say Die! Tour, eine Konzerttour, die durch ganz Europa führt. Vergleichbar ist die Tour mit der Vans Warped Tour. Dabei spielten Bands wie Despised Icon, Protest the Hero, Emmure, Whitechapel, Carnifex, Suicide Silence, The Ghost Inside, The Word Alive und Madball unter anderem an folgenden Orten: Markthalle Hamburg, Werk II, Schlachthof Wiesbaden, SO36, Conne Island, Turbinenhalle Oberhausen, Große Freiheit (Deutschland), Kulturfabrik Eschwege (Luxemburg), Rohstofflager (Schweiz) und Arena Wien (Österreich). 2011 wurde die Tour in Deutschland, Österreich, Luxemburg und in der Schweiz vom Metal Hammer, dem FUZE und PETA2 gesponsert. Impericon ist Namensgeber und Sponsor der Konzertreise.

### Impericon Festival
Das Impericon Festival, früher auch Imperial Progression Festival, ist ein seit 2011 stattfindendes Musikfestival. Die Erstauflage fand im Werk II im Süden von Leipzig statt, ab 2012 war das agra-Messegelände am Südrand von Leipzig der Veranstaltungsort, seit 2017 die Halle 1 der Leipziger Messe.
Bei der Erstaustragung am 7. Mai 2011 spielten Caliban, Asking Alexandria, Maroon, We Came as Romans, Miss May I, As Blood Runs Black, For Today, This or the Apocalypse, Adept, Myra und The Word Alive. 2012 traten Parkway Drive, Caliban, The Ghost Inside, Your Demise, We Butter the Bread with Butter, Miss May I, While She Sleeps, Set Your Goals, Born from Pain, Confession, Eskimo Callboy und Nasty auf. PETA2 sponsert das Festival. Die vorher bereits bestätigte Band His Statue Falls trat dagegen nicht auf.
2013 gab es neben dem Impericon Festival 3 in Leipzig erstmals auch ein Impericon Festival in Wien. Bei beiden Veranstaltungen war Heaven Shall Burn der Headliner. Die Band spielt jeweils ihre offizielle Record Release Show in Deutschland und Österreich für ihr kommendes Album Veto. Zudem waren für Wien (Gasometer) noch Bands wie Callejon, August Burns Red, Architects, Adept, Breakdown of Sanity angekündigt. In Leipzig waren dazu noch Emmure, First Blood, Hundredth, Buried in Verona, Chelsea Grin, Obey the Brave, Stick to Your Guns, The Sorrow, Brutality Will Prevail und Attila zu sehen.
2015 in sieben europäischen Städten statt (Zürich, Oberhausen, Wien, Paris, Amsterdam, Manchester und Leipzig). Auf der Bühne standen u. a. The Ghost Inside, Whitechapel, Madball und Walking Dead on Broadway.

### Progression Tour
Eine weitere Konzertreise, die von Impericon gesponsert wurde, war die Progression Tour, die im Frühjahr 2012 erstmals stattfand und ebenfalls durch Europa führte. 2013 fand die zweite Progression Tour statt, mit Callejon als Headliner. Des Weiteren spielten Architects, Breakdown of Sanity, Adept und August Burns Red auf der sieben Konzerte umfassenden Konzertreise. Diese wurden in Würzburg, Bochum, Herford, Leipzig, Stuttgart, München und Wien ausgetragen.

### Rock Sound Impericon Exposure Tour
Gemeinsam mit dem britischen Magazin Rock Sound war Impericon der Namensgeber der Rock Sound Impericon Exposure Tour, einer Musiktour durch das Vereinigte Königreich und Europa. 2012 waren Your Demise, Man Overboard und Trapped Under Ice im Rahmen der Tour unterwegs. 2013 traten The Ghost Inside, Stray from the Path und Landscapes auf der Tour auf.

## Rezeption und Bedeutung
Björn Springorum beschrieb Impericon in einem Sonderheft der Dezemberausgabe 2011 des Metal Hammers als „ihres Zeichens Merchandise-Riesen, stilistische Meinungsmacher und größter Ausstatter einer ganzen Generation“. Das britische Musikmagazin Rock Sound bewertete Impericon als „eine der aufregendsten Rock-Lifestyle-Marken der Welt“.

## Weiteres
- Impericon unterstützte eine gemeinnützige Aktion der Band Born from Pain. Die Organisation spendete Konserven an die Leipziger Tafel für jeden Aufruf des Born-from-Pain-Musikvideos „The New Future“.[24]
- Der ehemalige Impericon-Mitarbeiter Sebastian Spillner ist Frontmann der deutschen Metalcore-Band Myra.[25] Auch Musiker, Ex-Musiker und Crew-Mitglieder der Bands Maroon, Heaven Shall Burn und Deadlock sind als Mitarbeiter bei Impericon aktiv, darunter Tom Huschka (ehemals Deadlock, I The Unlord), Benjamin Mahnert (Crewmitglied von Heaven Shall Burn)[26] und Tom Erik Moraweck (Maroon).[27]
- Impericon ist mit Merchständen auf vielen Musikfestivals präsent, darunter Wacken, With Full Force, Summerbreeze, Nova Rock, Rock am Ring, Rock im Park, Graspop Metal Meeting, Groezrock, Vainstream Rockfest, Download-Festival, Sonisphere Festival und dem Donauinselfest.[5]
- Für die Imagefotos des Kataloges standen bereits Mitch Lucker (Suicide Silence), Frankie Palmeri (Emmure), Jona Weinhofen (I Killed the Prom Queen, Bring Me the Horizon), Marcus Bischoff (Heaven Shall Burn), Scott Vogel (Terror), Jonathan Vigil (The Ghost Inside), Winston McCall (Parkway Drive), die Band Die Apokalyptischen Reiter und Casper Modell.
- Impericon ist Mitglied der 2003 gegründeten IG Alte Messe[28][29] Am Tag der offenen Tür, welcher am 24. September 2010 stattfand, war Impericon Veranstalter der Aftershow-Party.[30]

## Impericon Records
Seit 2014 existiert auch ein eigenes Musiklabel unter dem Namen Impericon Records. Dort wird Musik vertrieben, die ansonsten in keinem deutschen Vertrieb erhältlich ist. Die erste Gruppe, die ein Album über den Verleger veröffentlichen ließ, war Being as an Ocean.